# 김원탁
김원탁(金元卓, 1964년 7월 21일  ~ )은 대한민국의 육상 선수로 주 종목은 마라톤이다. 

## 생애
북제주군 구좌읍 상도리에서 김두윤과 이유생의 4남 4녀 중 여섯째 아들로 태어났다. 1978년 세화중학교 재학 시절에 육상에 입문했고, 1980년 한림공업고등학교로 진학헸다가 1981년 세화고로 전학가 그 학교를 졸업했다.
서울특별시에서 열린 1988년 하계 올림픽 개막식에서 정선만, 손미정과 함께 올림픽 성화 점화를 맡았다. 이후 마라톤 종목에서 18위를 기록했다. 

## 기록

### 경기 기록
| 대한민국의 선수 | 대한민국의 선수  | 대한민국의 선수       | 대한민국의 선수 | 대한민국의 선수 | 대한민국의 선수 |
| --------------- | ---------------- | --------------------- | --------------- | --------------- | --------------- |
| 1987            | 유니버시아드     | 유고슬라비아 자그레브 | 7위             | 마라톤          | 2:28:45         |
| 1988            | 올림픽           | 대한민국 서울         | 18위            | 마라톤          | 2:15:44         |
| 1990            | 아시안 게임      | 중화인민공화국 베이징 | 1위             | 마라톤          | 2:12:56         |
| 1991            | 세계 선수권 대회 | 일본 도쿄             | 19위            | 마라톤          | 2:21:16         |